# Étienne Michaux
Pour les articles homonymes, voir Michaux.
Étienne Michaux, né le 29 mai 1771 à Versailles et mort le 17 juillet 1850 à Moisson dans le département des Yvelines, est un militaire français, commissaire ordonnateur en chef de l'Armée française. Il est nommé préfet provisoire du département de Seine-et-Oise par le général autrichien von Blücher du 6 juillet 1815 au 23 juillet 1815.

## Biographie

### Famille
Fils de Jacques Michaud, garde suisse du roi, officier des gardes, qui a commandé le château de Marly, et de Marie-Pétronille Boilacre, il nait le 29 mai 1771 à Versailles.
Il épouse en premières noces Angélique-Lucie Hall (fille du miniaturiste suédois Pierre Adolphe Hall et de Marie-Adélaïde Gobin) décédée à Versailles le 20 avril 1819. 
Angélique-Lucie Hall avait épousé en premières noces à 19 ans, Pierre Joseph Garnier, négociant lyonnais dont elle avait eu une fille Lucie. Elle divorça rapidement pour épouser Étienne Michaux, le couple eut trois enfants.
- Étienne-Hector Michaux, né le 23  janvier 1804 (3 pluviôse an XII) à Paris 2e. Ex-chef de bataillon, commandant le dépôt de recrutement de l’Hérault, chevalier de la Légion d’honneur 16 septembre 1844, chevalier de l'ordre de l'Épée de Suède, autorisé à accepter et à porter la décoration de chevalier de l'ordre de l'Épée de Suède 4 avril 1846, officier de la Légion d’honneur  13 août 1857, il participa durant 4 années à l'expédition de Morée, il fut condamné le 21 août 1858 à trois ans de prison et à trois cents francs d’amende pour escroquerie en matière de recrutement militaire, et exclu des matricules de la Légion d’honneur[2].

- Étienne-Jules Michaux, né le 22 mai 1806 à Paris, général de brigade, commanda le Cadre noir de Saumur, capitaine commandant, chevalier de la Légion d’honneur du 17 avril 1845, chevalier de l'ordre de l'Épée de Suède 25 octobre 1845, autorisé à accepter et à porter la décoration 21 avril 1846, officier de la Légion d’honneur du 14 mai 1852, commandeur de la Légion d'honneur du 27 octobre 1861. Décédé le 2 mars 1887 à Saumur (Maine-et-Loire). On peut retrouver un grand soutien aux travaux d'écriture de M. Émile Debost dans ses livres sur la cinésie équestre.

- Adèle (1809).

Veuf en 1819, il épouse à soixante-quatre ans en secondes noces le 3 août 1835 à Moisson Joséphine-Charlotte Dujardin, âgée de 32 ans, née le 6 octobre 1802 (14 Vendémiaire An XI) à Moisson (fille de Léger Dujardin, cultivateur à Moisson et de Marie Lesigne)
, morte à Moisson le 15 octobre 1875.

### Carrière
Soldat au régiment des gardes suisses dans la compagnie de Louis d'Affry du 15 octobre 1788, et passe au fusilier au régiment de Diesbach dans la compagnie de Lanther le 1er janvier 1792 jusqu'à son licenciement. Admis au 1er bataillon franc le 16 avril 1792, il devient caporal-fourrier le 11 septembre, puis il est nommé sous-lieutenant à la Légion du Nord le 25 septembre 1792. Employé à l'état-major des Pyrénées-Orientales le 21 mars 1794 puis capitaine adjoint près l'adjudant général Saint-Hilaire le 19 mai 1794. Commissaire des guerres 2e classe du 20 mai 1795 au 19 mai 1798, commissaire des guerres de 1re classe du 19 mai 1798 au 9 octobre 1799, commissaire ordonnateur en chef des guerres du 4 octobre 1799 au 1er août 1814, il est sous les ordres du maréchal Jean-Baptiste Bernadotte et du général Joachim Murat, et fait pratiquement toutes les campagnes napoléoniennes. 26 campagnes en 20 années dont, l'expédition d’Égypte, de Hollande, d'Autriche, du Hanovre, d'Espagne, campagne de l'An XIV et 1806. Il est fait chevalier de la Légion d'honneur le 25 mars 1804.
Ordonnateur en chef des troupes françaises au Hanovre sous les ordres d'Édouard Mortier, il rentre en France en mars 1808 à la suite de quelques affaires financières peu claires et est affecté à Caen « dont il est prié de ne pas s’éloigner sans autorisation ». Il est prié de rendre compte des sommes mises à sa disposition en tant ordonnateur de l’armée du Hanovre. Il est nommé le 2 novembre 1808 au 8e corps de l’armée d’Espagne sous les ordres du général Jean-Andoche Junot. 
En 1809, le maréchal Jean-Baptiste Bessières, le renvoie de Valladolid « comme peu digne de beaucoup de confiance »
Il retourne en Espagne le 1er janvier 1810 où il est chargé le 19 mai de cette même année des fonctions d'intendant-général de l'armée du Portugal. Le 7 août 1810, le maréchal André Masséna, prince d'Esling, demande au comte de Cessac, ministre directeur de l'administration de la guerre que les commissaires Michaux (8e corps) et Montessy (6e corps) soient éloignés de l’Armée d’Espagne « comme aimant et facilitant le désordre et ne pouvant seconder les efforts faits par le général en chef et l'intendant-général pour détruire la source des malversations multipliées dont l'armée de Portugal était le théâtre... ».
Par décret impérial du 25 août 1810, Napoléon ordonne que les sieurs Michaux et Montessy soient réformés sans traitement et arrêtés à leur arrivée en France et les scellés mis sur leurs papiers. 
Étienne Michaux réussit à se rendre à Paris, d'où il adresse au comte de Cessac une lettre du prince d'Essling. Le comte de Cessac écrit alors à l'empereur : « J'ai ordonné à l'ordonnateur Michaux de se constituer prisonnier sous peine d'être arrêté par mes ordres, et je suis informé par M. le comte Hullin que cet ordonnateur est sous la surveillance d'un gendarme. Les renseignements que vient de m'adresser M. le maréchal prince d'Essling sont en opposition avec ceux qu'il m'a précédemment donnés, et qui ont déterminé la mesure prise à l'égard de l'ordonnateur Michaux, mesure qui semblerait dès-lors devoir être révoquée, si je n'avais à porter à la connaissance de Votre Majesté une grave inculpation contre ce fonctionnaire. On m'a informé confidentiellement que le sieur Michaux, en passant à Salamanque, a tenu les propos les plus déplacés sur l'état de l'armée de Portugal, sur les opérations de la campagne, sur plusieurs chefs, et notamment sur le prince d'Essling ; qu'il a fait en même temps l'éloge des Anglais. Cette inculpation, réunie aux préventions qu'a fait naître la conduite antérieure de l'ordonnateur Michaux, me détermine à proposer à Votre Majesté de maintenir la réforme sans traitement de cet ordonnateur jusqu'à de plus amples renseignements, et à faire néanmoins lever la surveillance sous laquelle il est placé en ce moment. ». 
Par un décret impérial du 20 juin 1811, Michaux est destitué de ses fonctions d’ordonnateur comme prévenu de dilapidation et rappelé à Paris pour se justifier auprès du ministre de la guerre. De retour en France, il demanda à passer en jugement, mais sa demande ne fut pas admise
Il est mis sous la surveillance du ministre de la police qui devant lui désigner une résidence à 40 lieues de Paris lui désigne Bruxelles où effectuera un exil de deux années. Il ne cessa pas pendant cette période de demander la nomination d'une commission d'enquête pour l'examen de sa conduite. 
À la Restauration, sur sa demande, le gouvernement provisoire annule par décision du 2 avril 1814 le décret impérial du 20 juin 1811 qui le destituait et il est rétabli dans ses fonctions. 
Au mois de mars 1815, il est nommé ordonnateur en chef du corps d'armée commandé par le duc de Berry. Au mois de juillet 1815, alors que l'armée prussienne occupe les environs de Saint-Germain-en-Laye, le prince autrichien von Blücher qui avait connu Michaux aux eaux de Pyrmont, l'envoie chercher et lui dit qu'il allait investir et détruire Versailles pour se venger d'avoir été trahi par un membre de la députation des notables versaillais. Michaux calme la fureur de Blücher et accepte le 6 juillet 1815 le poste de préfet provisoire du département de Seine-et-Oise que Blücher lui propose en remplacement du comte Girardin qui avait fui. Il est remplacé par baron Jean François Marie Delaître le 23 juillet 1815. 
Il forme devant le ministère de la guerre, une demande en rappel du traitement dont il avait été privé soutenant que n'ayant pas été mis en jugement, sa destitution était un acte arbitraire qui n'avait pas pu lui enlever son traitement. Cette demande est rejetée par décision du Conseil d'état en date du 21 juillet 1824, « considérant qu'un officier destitué ne peut avoir droit à un traitement pour le temps de sa destitution, qu'autant que la mention expresse en serait faite dans l'ordonnance du roi qui le remettrait en activité; que dans l'espèce cette pièce n'est pas produite ».
Le 24 avril 1816, il est admis à la retraite, et le roi Louis XVIII le crée baron le 26 octobre 1816. 
Il meurt le 17 juillet 1850 à Moisson dans le département des Yvelines.

## Décorations
- Chevalier de la Légion d'honneur le 25 mars 1804[10].
- Chevalier de l'ordre royal et militaire de Saint-Louis le 20 août 1823[11].

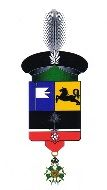
Armes attribuées à Étienne Michaux

Henri Gourdon de Genouillac repris en 1896 par A. Révérend indiquent qu'il fut fait chevalier de l'Empire par lettres patentes du 5 octobre 1808 enregistrées le 9 décembre 1810, mais cette qualité de chevalier de l'Empire ne figure pas dans son dossier de la Légion d'honneur ni dans son acte de mariage ni dans son acte de décès où il est seulement qualifié de chevalier de la Légion d'honneur. En 1903, en réponse à une demande de son petit-fils sur les décorations accordées à son grand-père Étienne Michaux, le grand chancelier de l’ordre de la Légion d’honneur lui indique que les seules décorations accordées à Étienne Michaux sont chevalier de la Légion d’honneur le 25 mars 1804 et chevalier de l’ordre de Saint-Louis le 20 août 1823.

## Titres nobiliaires
- Chevalier de l'Empire par lettres patentes du 5 octobre 1808 enregistrées le 9 décembre 1810 : Document du titre de chevalier de l'Empire d'Étienne Michaux[14]
- Titre de Chevalier confirmé et renouvelé par le roi Louis XVIII le 15 juillet 1814: Étienne Michaux confirmé Chevalier[15].
- Titré Baron par le roi Louis XVIII le 26 octobre 1816 : Étienne Michaux créé Baron[16].

## Armes
Parti : au I coupé d’azur au pavillon turc d’argent et d’or au cheval galopant de sable, au II de sable au palmier terrassé d’argent le parti soutenu d’une champagne de gueules chargée du signe des chevaliers..

### Sources
- Base Léonore, dossiers de la Légion d'honneur : dossier  LH/1862/36 : États des services d'Étienne Michaux.
- Les Fastes de la Légion d'honneur, tome 4 : pages 317 à 319 : notice sur Étienne Michaux.
- Vicomte Révérend, Armorial du Premier Empire, tome 3, Paris, Honoré Champion, libraire, 1897, p. 242.
- Le diable est dans les détails. L’uniforme des commissaires des guerres du Consulat à l’exemple du portrait d’Étienne Michaux par Mr Dimitri Gorchkoff Docteur en histoire, Maître de recherches aux Archives historiques d’État de la ville de Moscou (Russie).